# Mogens Linck
Mogens Linck (født 7. januar 1912 på Frederiksberg, død 9. december 1988) var en dansk journalist og forfatter af både romaner, kriminalromaner samt hørespil og skuespil.
Hans debut i 1934 med den psykologiske kriminalroman Pelshuen blev godt modtaget af pressen, der bl.a. kaldte ham "En dansk Dostojevski". I det hele taget var Mogens Linck en af de første danske forfattere til at lancere den psykologiske kriminalfortælling.
Under sit virke som journalist kom han på mange udenlandsrejser, bl.a. til Frankrig, Tyskland, Belgien, Spanien, Rusland, Polen og Østrig.
Skuespillet Giv Kejseren Støvet blev i 1950 antaget på Det Kongelige Teater, men ikke opført, angiveligt på grund af stykkets pacifistiske tendens (1. opførelse 1952 på Det Ny Teater).
Mogens Linck var i 1944 kasserer i Forfatterforbundet (stiftet i 1942). Men på grund af sine aktiviteter under den tyske besættelse af Danmark måtte han samme år flygte til Sverige.
Mogens Linck var en produktiv forfatter og udgav en række romaner, bl.a. den humoristiske kriminalroman Damen med den røde hat (1940) med illustrationer af Robert Storm Petersen, Mistænkt (1942), På vej (1950) og den selvbiografiske roman Af mennesker er du kommet (1945).

## Hæder
- 1937 Carl Møllers Legat
- 1938 Emma Bærentzens Legat
- 1938 Rongeske Fonds Legat
- 1944 Forfatterforbundets Legat
- 1945 Dansk Forfatterforenings Legat
- 1947 Sophus Michaëlis' Legat
- 1953 og 1958 Tipsmidler
- 1955 og 1969 Frøken Suhrs Forfatterlegat[2]